# Carex andersonii
Espèce
Classification phylogénétique
Carex andersonii est une espèce de plantes du genre Carex et de la famille des Cyperaceae.